# Lee Yang
Pour les articles homonymes, voir Lee.
Dans ce nom chinois, le nom de famille, Lee, précède le nom personnel Yang.
Lee Yang (en chinois traditionnel : 李洋 ; pinyin : Lǐ Yáng), né le 12 août 1995, est un joueur taïwanais de badminton spécialiste du double hommes.

## Biographie
Lee Yang joue d'abord en double hommes avec Lee Jhe-huei, avec qui il a gagné le Grand Prix de l'Open du Vietnam en 2016 et l'Open de France en 2017. En 2018, il a participé aux Jeux asiatiques avec deux médailles de bronze en double masculin et en équipe.
En 2021, aux Jeux olympiques de Tokyo 2020, il est associé à Wang Chi-lin et bat en finale la paire chinoise ancienne championne du monde de 2018 Li et Liu.
Le duo répète sa performance aux Jeux olympiques de Paris 2024. Peu après les Jeux olympiques, Lee met un terme à sa carrière professionnelle de joueur, à l'occasion de l'Open de Taïwan organisé à la Taipei Arena.

## Résultats individuels

### Médailles en compétitions internationales
| Rang                           | Année | Compétition     | Catégorie | Partenaire   | Dernier adversaire                               |
| ------------------------------ | ----- | --------------- | --------- | ------------ | ------------------------------------------------ |
| Médaille d'or, Jeux olympiques | 2024  | Jeux olympiques | DH        | Wang Chi-lin | Liang Weikeng / Wang Chang                       |
| Médaille d'or, Jeux olympiques | 2021  | Jeux olympiques | DH        | Wang Chi-lin | Li Junhui / Liu Yuchen                           |
| Médaille de bronze             | 2018  | Jeux asiatiques | DH        | Lee Jhe-huei | Marcus Fernaldi Gideon / Kevin Sanjaya Sukamuljo |